# Masters 1987
La edición 18 de la Tennis Masters Cup se realizó del 30 al 4 de diciembre del 1987 en Nueva York, Estados Unidos.

## Individuales

### Clasificados
- Ivan Lendl
- Brad Gilbert
- Jimmy Connors
- Boris Becker
- Stefan Edberg
- Pat Cash
- Mats Wilander
- Miloslav Mecir

### Grupo A
| Resultados Round Robin-Win | Result-Res | -Winner-Winner-Winner-Win | -Score-Score-Score-Score |
| -------------------------- | ---------- | ------------------------- | ------------------------ |
| Ivan Lendl (CZE)           | derrota a  | Brad Gilbert (USA)        | 6–2, 6–2                 |
| Ivan Lendl (CZE)           | derrota a  | Boris Becker (GER)        | 6–4, 6–7, 6–3            |
| Ivan Lendl (CZE)           | derrota a  | Jimmy Connors (USA)       | 4–3, r                   |
| Brad Gilbert (USA)         | derrota a  | Boris Becker (GER)        | 4–6, 6–4, 6–4            |
| Brad Gilbert (USA)         | derrota a  | Jimmy Connors (USA)       | 6–4, 7–6                 |
| Boris Becker (GER)         | derrota a  | Jimmy Connors (USA)       | 7–5, 2–6, 6–3            |

### Grupo B
| Resultados Round Robin-Win | Result-Res | -Winner-Winner-Winner-Win | -Score-Score-Score-Score |
| -------------------------- | ---------- | ------------------------- | ------------------------ |
| Stefan Edberg (SWE)        | derrota a  | Mats Wilander (SWE)       | 6–2, 7–6                 |
| Stefan Edberg (SWE)        | derrota a  | Pat Cash (AUS)            | 6–4, 4–6, 6–1            |
| Stefan Edberg (SWE)        | derrota a  | Miloslav Mecir (SVK)      | 6–3, 6–3                 |
| Mats Wilander (SWE)        | derrota a  | Pat Cash (AUS)            | 7–6, 6–3                 |
| Mats Wilander (SWE)        | derrota a  | Miloslav Mecir (SVK)      | 6–4, 6–1                 |
| Pat Cash (AUS)             | derrota a  | Miloslav Mecir (SVK)      | 7–5, 6–4                 |

| Resultados Etapa Final-Win | -Winner-Winner-Winner-Win | Result-Res | -Winner-Winner-Winner-Win | -Score-Score-Score-Score |
| -------------------------- | ------------------------- | ---------- | ------------------------- | ------------------------ |
| Semifinal                  | Ivan Lendl (CZE)          | derrota a  | Brad Gilbert (USA)        | 6-2 6-4                  |
| Semifinal                  | Mats Wilander (SWE)       | derrota a  | Stefan Edberg (SWE)       | 6-2 4-6 6-3              |
| Final                      | Ivan Lendl (CZE)          | derrota a  | Mats Wilander (SWE)       | 6-2 6-2 6-3              |

| Predecesor: 1986 | ATP World Tour Finals 1987 | Sucesor: 1988 |

- Datos: Q5141242